# 約翰·德拉尼
約翰·德拉尼（英語：John Delaney）是美國的一位政治人物。自2013年開始，他是馬里蘭州第6選舉區選出的美國眾議院議員。他的黨籍是民主黨。他曾經是一位商人。2017年7月28日，德拉尼宣布他将参加2020年总统竞选